# Tales from the Strip
Tales from the Strip é um álbum de estúdio dos L.A. Guns, lançado em 2005.

## Faixas
1. "It Don't Mean Nothing" - 5:06
2. "Electric Neon Sunset" - 4:40
3. "Gypsy Soul" - 3:04
4. "Original Sin" - 4:25
5. "Vampire" - 4:22
6. "Hollywood's Burning" - 3:44
7. "6.9 Earthshaker" (Instrumental) - 4:06
8. "Rox Baby Girl" - 4:12
9. "Crazy Motorcycle" - 4:19
10. "Skin" - 3:11
11. "Shame" - 4:53
12. "Resurrection" - 3:45
13. "Amanecer" - 3:12
14. "(Can't Give You) Anything Better Than Love" - 4:45

## Créditos
- Phil Lewis - vocalista
- Stacey Blades - guitarra
- Adam Hamilton - baixo
- Steve Riley - bateria

## Críticas
- Allmusic [1]